# Grand Prix Węgier 1995
Grand Prix Węgier 1995 (oryg. Marlboro Magyar Nagydj) – 10. runda Mistrzostw Świata Formuły 1 w sezonie 1995, która odbyła się 11 - 13 sierpnia 1995, po raz 10. na torze Hungaroring.
11. Grand Prix Węgier, 10. zaliczane do Mistrzostw Świata Formuły 1.

## Wyniki

### Kwalifikacje
| P  | Nr | Kierowca                 | Konstruktor(-silnik) | Opony | Czas     | Odstęp   | Strata   |
| -- | -- | ------------------------ | -------------------- | ----- | -------- | -------- | -------- |
| 1  | 5  | Damon Hill               | Williams-Renault     | G     | 1:16.982 | -        | -        |
| 2  | 6  | David Coulthard          | Williams-Renault     | G     | 1:17.366 | 0:00.384 | 0:00.384 |
| 3  | 1  | Michael Schumacher       | Benetton-Renault     | G     | 1:17.558 | 0:00.192 | 0:00.576 |
| 4  | 28 | Gerhard Berger           | Ferrari              | G     | 1:18.059 | 0:00.501 | 0:01.077 |
| 5  | 8  | Mika Häkkinen            | McLaren-Mercedes     | G     | 1:18.363 | 0:00.304 | 0:01.381 |
| 6  | 27 | Jean Alesi               | Ferrari              | G     | 1:18.968 | 0:00.605 | 0:01.986 |
| 7  | 15 | Eddie Irvine             | Jordan-Peugeot       | G     | 1:19.499 | 0:00.531 | 0:02.517 |
| 8  | 25 | Martin Brundle           | Ligier-Mugen-Honda   | G     | 1:19.748 | 0:00.249 | 0:02.766 |
| 9  | 2  | Johnny Herbert           | Benetton-Renault     | G     | 1:20.072 | 0:00.324 | 0:03.090 |
| 10 | 26 | Olivier Panis            | Ligier-Mugen-Honda   | G     | 1:20.160 | 0:00.088 | 0:03.178 |
| 11 | 30 | Heinz-Harald Frentzen    | Sauber-Ford          | G     | 1:20.413 | 0:00.253 | 0:03.431 |
| 12 | 24 | Luca Badoer              | Minardi-Ford         | G     | 1:20.543 | 0:00.130 | 0:03.561 |
| 13 | 7  | Mark Blundell            | McLaren-Mercedes     | G     | 1:20.640 | 0:00.097 | 0:03.658 |
| 14 | 14 | Rubens Barrichello       | Jordan-Peugeot       | G     | 1:20.902 | 0:00.262 | 0:03.920 |
| 15 | 23 | Pedro Lamy               | Minardi-Ford         | G     | 1:21.156 | 0:00.254 | 0:04.174 |
| 16 | 4  | Mika Salo                | Tyrrell-Yamaha       | G     | 1:21.624 | 0:00.468 | 0:04.642 |
| 17 | 3  | Ukyō Katayama            | Tyrrell-Yamaha       | G     | 1:21.702 | 0:00.078 | 0:04.720 |
| 18 | 10 | Taki Inoue               | Footwork-Hart        | G     | 1:22.081 | 0:00.379 | 0:05.099 |
| 19 | 29 | Jean-Christophe Boullion | Sauber-Ford          | G     | 1:22.161 | 0:00.080 | 0:05.179 |
| 20 | 9  | Massimiliano Papis       | Footwork-Hart        | G     | 1:23.275 | 0:01.114 | 0:06.293 |
| 21 | 22 | Roberto Moreno           | Forti-Ford           | G     | 1:24.351 | 0:01.076 | 0:07.369 |
| 22 | 17 | Andrea Montermini        | Pacific-Ford         | G     | 1:24.371 | 0:00.020 | 0:07.389 |
| 23 | 21 | Pedro Diniz              | Forti-Ford           | G     | 1:24.695 | 0:00.324 | 0:07.713 |
| 24 | 16 | Giovanni Lavaggi         | Pacific-Ford         | G     | 1:26.570 | 0:01.875 | 0:09.588 |
| P  | Nr | Kierowca                 | Konstruktor(-silnik) | Opony | Czas     | Odstęp   | Strata   |

### Wyścig
| P                 | + / –     | Nr | Kierowca                 | Konstruktor        | Opony | Okr. | Czas / Strata | Komentarz       |
| ----------------- | --------- | -- | ------------------------ | ------------------ | ----- | ---- | ------------- | --------------- |
| 1                 | Bez zmian | 5  | Damon Hill               | Williams-Renault   | G     | 77   | 1h46:25.721   |                 |
| 2                 | Bez zmian | 6  | David Coulthard          | Williams-Renault   | G     | 77   | +0:33.398     |                 |
| 3                 | 1         | 28 | Gerhard Berger           | Ferrari            | G     | 76   | +1 okr.       |                 |
| 4                 | 5         | 2  | Johnny Herbert           | Benetton-Renault   | G     | 76   | +1 okr.       |                 |
| 5                 | 6         | 30 | Heinz-Harald Frentzen    | Sauber-Ford        | G     | 76   | +1 okr.       |                 |
| 6                 | 4         | 26 | Olivier Panis            | Ligier-Mugen-Honda | G     | 76   | +1 okr.       |                 |
| 7                 | 7         | 14 | Rubens Barrichello       | Jordan-Peugeot     | G     | 76   | +1 okr.       |                 |
| 8                 | 4         | 24 | Luca Badoer              | Minardi-Ford       | G     | 75   | +2 okr.       |                 |
| 9                 | 6         | 23 | Pedro Lamy               | Minardi-Ford       | G     | 74   | +3 okr.       |                 |
| 10                | 9         | 29 | Jean-Christophe Boullion | Sauber-Ford        | G     | 74   | +3 okr.       |                 |
| 11                | 8         | 1  | Michael Schumacher       | Benetton-Renault   | G     | 73   | +4 okr.       | silnik          |
| 12                | 10        | 17 | Andrea Montermini        | Pacific-Ford       | G     | 73   | +4 okr.       |                 |
| 13                | 6         | 15 | Eddie Irvine             | Jordan-Peugeot     | G     | 70   | +7 okr.       | sprzęgło        |
| Niesklasyfikowani |           |    |                          |                    |       |      |               |                 |
|                   |           | 25 | Martin Brundle           | Ligier-Mugen-Honda | G     | 67   |               | silnik          |
|                   |           | 4  | Mika Salo                | Tyrrell-Yamaha     | G     | 58   |               | przepustnica    |
|                   |           | 7  | Mark Blundell            | McLaren-Mercedes   | G     | 54   |               | wyciek paliwa   |
|                   |           | 3  | Ukyō Katayama            | Tyrrell-Yamaha     | G     | 46   |               | poślizg         |
|                   |           | 9  | Massimiliano Papis       | Footwork-Hart      | G     | 45   |               | hamulce         |
|                   |           | 27 | Jean Alesi               | Ferrari            | G     | 42   |               | silnik          |
|                   |           | 21 | Pedro Diniz              | Forti-Ford         | G     | 32   |               | silnik          |
|                   |           | 10 | Taki Inoue               | Footwork-Hart      | G     | 13   |               | silnik          |
|                   |           | 22 | Roberto Moreno           | Forti-Ford         | G     | 8    |               | skrzynia biegów |
|                   |           | 16 | Giovanni Lavaggi         | Pacific-Ford       | G     | 5    |               | poślizg         |
|                   |           | 8  | Mika Häkkinen            | McLaren-Mercedes   | G     | 3    |               | silnik          |
| P                 | + / –     | Nr | Kierowca                 | Konstruktor        | Opony | Okr. | Czas / Strata | Komentarz       |

### Najszybsze okrążenie
| Nr | Kierowca   | Konstruktor      | Opony | Czas     | Okr. |
| -- | ---------- | ---------------- | ----- | -------- | ---- |
| 5  | Damon Hill | Williams-Renault | G     | 1:20.247 | 34   |